# Remedios T. Romualdez
Remedios T. Romualdez è una municipalità di quinta classe delle Filippine, situata nella Provincia di Agusan del Norte, nella Regione di Caraga.
Remedios T. Romualdez è formata da 8 baranggay:
- Balangbalang
- Basilisa
- Humilog
- Panaytayon
- Poblacion I (Agay)
- Poblacion II
- San Antonio
- Tagbongabong